# Cap Evans
Pour les articles homonymes, voir Evans.
Le cap Evans, anciennement Skuary, est un cap rocheux de l'île de Ross en Antarctique.

## Géographie
Baigné par le détroit de McMurdo à l'ouest et au sud, le cap Evans est entouré au nord-ouest par le cap Royds, au nord-est par le mont Erebus, au sud par le glacier Erebus et les îles Dellbridge baignés par la baie Erebus et au sud-ouest par la barrière de McMurdo faisant partie de la barrière de Ross.

## Histoire
Le cap Evans est découvert par Robert Falcon Scott au cours de l'expédition Discovery (1901-1904) et il le nomma « Skuary ». Au cours de l'expédition Nimrod (1908-1909), le site voisin de cap Royds fut choisi pour l'établissement d'un abri.
Le cap Skuary sera renommé Evans en l'honneur d'Edward Evans, lieutenant de la Royal Navy, commandant en second de l'expédition Terra Nova dont le but principal était d'atteindre le pôle Sud.

### Camp de base de Scott
En 1908, à 10 km au nord sur le cap Royds, Ernest Shackleton avait construit sa propre cabane.
L’abri principal est habitable en janvier 1911. C'est une cabane de quinze mètres sur huit, en lattes de pin, dont les murs, le toit et le plancher sont isolés par du caoutchouc, de la toile de jute et des algues séchées.
De cette cabane partiront plusieurs explorations, dont celle vers le pôle Sud atteint le 17 janvier 1912, qui se terminera par la mort de Robert Falcon Scott et de ses quatre compagnons dont Edward Evans.

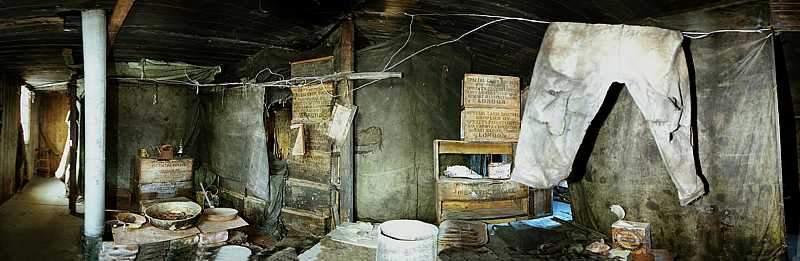
L'intérieur de l'abri de l'expédition Discovery.

Le site est aujourd'hui protégé.